# Louis-Joseph Faure
Pour les articles homonymes, voir Faure.
Louis-Joseph Faure (né le 5 mars 1760 au Havre et mort à Paris le 12 juin 1837) est un avocat sous l'Ancien Régime, puis un homme politique français et jurisconsulte sous la Révolution et le Premier Empire. Il a été membre du Conseil des Cinq-Cents pendant le Directoire, membre du Tribunat pendant le Consulat et conseiller d'État sous le Premier Empire. Il est fils de Pierre-Joseph-Denis-Guillaume Faure, imprimeur au Havre et député à la Convention, et de Charlotte Plainpel.

## Biographie
Son père, imprimeur au Havre, avait fait des études de droit et était devenu avocat en 1763, orientant la famille sur la voie classique de l'anoblissement. Louis-Joseph Faure suit cette voie et fait ses études de droit d'abord à l'université de Caen, puis à Paris, et est reçu avocat à Paris en 1780. Il s'installe dans la capitale et y gagne une certaine notoriété.
Comme son père, il s'engage dans la politique au début de la Révolution. Très rapidement, il devient commissaire du district parisien des Mathurins, puis commissaire de la commune de Paris pour les subsistances, le 1er mars 1790, puis pour l'acquisition des biens ecclésiastiques, le 1er avril 1790. Il devient ensuite commissaire national provisoire auprès du tribunal civil du troisième arrondissement de Paris, le 1er avril 1791, puis substitut de l'accusateur public auprès du tribunal criminel du troisième arrondissement de Paris (15 juin 1791) et commissaire national auprès du tribunal civil du premier arrondissement de Paris, le 8 mars 1793. Le 13 mars 1793, il est nommé accusateur public auprès du Tribunal révolutionnaire, mais préfère renoncer à cette fonction ; il sera remplacé par Fouquier-Tinville. Il est arrêté le 30 juin 1793 (son père, député à la Convention, le sera le 31 août 1793) et est libéré peu après la chute de Robespierre, le 3 août 1794. Dès le lendemain, il est réintégré dans ses fonctions, et devient président du tribunal de la Seine, le 22 novembre 1795.
Il fut successivement juge à Paris en 1791, substitut près du tribunal criminel de la Seine, membre du Conseil des Cinq-Cents, puis du Tribunat, et enfin conseiller d'État (1807). il est un des nombreux participants aux discussions du code Napoléon comme orateur du Tribunat : en 1806, il fit au Corps législatif un rapport sur le Code de procédure, et en 1810 sur le Code pénal.

## Mariage et enfants
Il épouse en 1787 Marie Françoise Danjan, qui donne naissance en 1793 à un fils, Louis François Joseph Faure.

## Armoiries
| Figure | Blasonnement |
|        | Armes des Faure : de sable à la salamandre d'argent posée sur des flammes de gueules, la tête contournée ; à la champagne de gueules |

### Source
- E. Létang, « 54. FAURE (Louis-Joseph) » dans Dictionnaire de biographie française, vol. 13, Paris, 1975 [détail des éditions] , col. 755-6, article « Faure ».
- « Louis-Joseph Faure », dans Adolphe Robert et Gaston Cougny, Dictionnaire des parlementaires français, Edgar Bourloton, 1889-1891 [détail de l’édition] pp. 608-609